# Rincón de luz
Rincón de luz fue una telenovela infantil argentina emitida durante el año 2003 en Canal 9 y más tarde en América TV. Es una serie derivada de la exitosa telenovela infantil Chiquititas. Fue protagonizada por Soledad Pastorutti y Guido Kaczka, con las participaciones antagónicas de Alejandra Darín, Juan Ponce de León, Melina Petriella, Esteban Pérez y María Rojí y con la actuación estelar de Salo Pasik y la primera actriz Susana Lanteri.

## Temporadas
| Temporada | Temporada | Episodios | Episodios | Lanzamiento original  | Lanzamiento original    |
| Temporada | Temporada | Episodios | Episodios | Primera emisión       | Última emisión          |
| --------- | --------- | --------- | --------- | --------------------- | ----------------------- |
|           | 1         | 199       | 199       | 10 de febrero de 2003 | 18 de diciembre de 2003 |

## Historia
Todo comienza en la Navidad, cuando Álvaro del Solar regresa de Europa para recibir su parte de la herencia familiar que su abuela, Victoria del Solar (Susana Lanteri), decidió repartir en vida entre todos sus nietos. Resulta que la señora Victoria, no le quiere dar su parte a Álvaro (Guido Kaczka) ya que lo trata de holgazán y lo ve como un bueno para nada. En su camino, Álvaro se encuentra con unos chicos llamados Tali (Natalia Melcon), Julián (Luciano Nóbile), Carola (Florencia Padilla), Lucas (Agustín Sierra), Malena/Coco (Mariana Espósito) y Mateo (Stéfano De Gregorio), y tiene la idea de crear un orfanato para poder cobrar la herencia a la brevedad posible, con el auxilio de sus amigos Tobías (Lucas Crespi), Javier (Sergio Surraco) y Delfina (Melina Petriella), quien trae a la pequeña Josefina (Delfina Varni) para vivir con ellos. Al poco tiempo aparece la bella y dulce Soledad (Soledad Pastorutti), quien quiere mucho a los niños al contrario de la frívola directora María Julia del Solar (Alejandra Darín), y se disfraza como Mencha la celadora para acercarse a la familia del Solar, y obtener información acerca de lo que pasó con su exnovio Santiago (Esteban Pérez), quien sufre en la cama de un hospital por un accidente en la fábrica de esta familia. Trae consigo el nene Ezequiel (Aleck Montanía) que se junta a los chicos del hogar, luego descubre a Laura (Laura Anders), una "niña fantasma". Luego llegan al hogar otros chicos como Josefina, Amir (Ezequiel Díaz), Guillermo (Gastón Soffritti), Pía (Eugenia Suárez), Lucía (Camila Salazar), Úrsula (Camila Offerman), y Estrella (Candela Vetrano) para vivir muchas aventuras, secretos, dolores, misterios y amores. Mientras tanto, Soledad comienza a sentir algo por Álvaro y él también por ella. Tiempo después Soledad se va a Esperanza, pero Álvaro la sigue al pueblo donde ella vivía antes de entrar al hogar, pero ella lo descubre y ahí decide contarle la verdad a Álvaro. Después de eso, regresan al hogar y Álvaro se entera de quién fue el que provocó el accidente de Santiago. Tiempo después, Santiago, el exnovio de soledad, se recupera pero para poder seguir con su rehabilitación, se va a vivir al hogar donde se encuentra con la sorpresa de que Soledad está de novia con Álvaro. Tiempo después Lucas se encuentra con la hermana y Álvaro le propone casamiento a Soledad, aunque no llegan a casarse debido a que ella viaja pero Santiago hace que la avioneta donde estaba Soledad y Tobias fallara y se produzca un accidente. Tiempo después, los chicos descubren que Soledad está viva y van en su búsqueda. Sole se recupera y vuelve al hogar, pero un llamado inesperado la sorprende...era Santiago que tenía a Álvaro secuestrado. Finalmente Álvaro y Soledad se reencuentran. Luego, María Julia del solar decide vender el hogar y separar a los chicos. Álvaro y Soledad se enteran aunque no pudieron impedirlo. Tobias y Mercedes (Dolores Ocampo) se casan, después del casamiento Mercedes y Tobias querían fugarse pero Santiago lo impide. Los chicos, Álvaro y Soledad se fueron todos juntos a Esperanza, y tiempo después Soledad se entera de que pueden volver al hogar, pero un llamado inesperado sorprende Álvaro y a Soledad... Santiago el exnovio había secuestrado a Josefina, una de las nenas del hogar. Álvaro y Soledad van a buscarla, y vuelven al hogar con la sorpresa de que ya lo habían comprado, pero aparece la abuela de Nadia (Nadia di Cello) con el tesoro de los tingalas y le da la sorpresa de que ella fue la que compró el hogar. Nadia le regala a soledad y a Álvaro los papeles del hogar y un año más tarde Álvaro y Soledad tuvieron una hija. Una historia en que atravesaron muchos obstáculos pero llena de amor, sueños y un rincón de luz.

## Personajes

### Elenco Adulto
- Álvaro del Solar (Guido Kaczka): Es el nieto de Victoria, el sobrino de Diana y María Julia y el primo de Carola. Al conocer a "los tres mosqueteros" se le ocurre crear un hogar de niños desprotegidos con la única intención de demostrarle a su abuela que era digno de heredar su fortuna. Con el tiempo se va encariñando con los chicos y enamorando de Soledad. Compite con Juan Ignacio, joven con un cargo importante en las empresas de la familia el Holding Del Solar, respetado por Victoria. Y al comienzo se muestra enamorado de Delfina aunque va perdiendo interés a ella desde que Soledad trabaja en el hogar. Él se encuentra con Julián, Lucas y Mateo por primera vez, en una especie de "trampa" que le tendieron al hacerle creer que lo atropelló a Lucas, así Álvaro le da dinero para que no diga nada, en ese instante llegaron Tali y Carola haciéndose pasar por amigas de los tres chicos. Álvaro se los lleva a su mansión donde vive su familia para darle dinero. Luego de que les da dinero, los chicos se van a una casucha en un pequeño bosque de la ciudad. Allí se encuentra con Malena y, al día siguiente, Álvaro les dice a los chicos para que se vayan con él a una casa así puede cobrar la herencia. En el capítulo 5 se funda oficialmente el hogar con los chicos y luego Álvaro no quería saber nada de los chicos, porque deseaba cobrar la herencia rápidamente. Para su desilusión, tras haber reparado toda la casa y que quede impecable para engañar a su abuela, esta misma, le dice que el va a recibir por mes una cuota de la herencia siempre y cuando el hogar siga funcionando con los chicos. Al fin y al cabo, aceptó. Conforme pasaron los días, la herencia va dejando de ser lo importante y pasan a serlo los chicos y próximamente, Soledad, quien trabajará en el hogar como celadora y tendrán diversas discusiones tales como el problema del baño en el hogar, la prohibición hacia Soledad de entrar o acercarse al hogar, la doble personalidad de Soledad: Mencha, y muchos más. Forma una familia con Soledad y todos los chicos del Hogar Rincón de Luz.

- Soledad Acosta (Soledad Pastorutti): Llega a Buenos Aires desde un pueblito llamado Esperanza, buscando acercarse a la familia del Solar para obtener información acerca de lo que pasó con su exnovio Santiago Rivera, que sufre en un hospital por un accidente en la fábrica de los Del Solar. Más adelante averiguará que los Del Solar no tuvieron nada que ver con el accidente ocurrido, sino que fue planeado por Juan Ignacio. Así llega a relacionarse con los chicos y con Álvaro del Solar. En una ocasión que Álvaro le había prohibido la entrada al Hogar, Soledad se presenta disfrazada como Mencha, aspirante a celadora del hogar, puesto que quería ayudar a los chicos. Álvaro llega a ofrecerle a Mencha el puesto de directora del Hogar, pero Javier se entera de que ella y Soledad son la misma persona y todo se complica. Delfina se entera por medio de Mentiritas de que Mencha es Soledad y planea una trampa para descubrirla que le sale bien. Álvaro echa nuevamente a Soledad. Más adelante, María Julia, ya directora del hogar, solicita los servicios de Soledad, por lo que vuelve al hogar, aunque a Álvaro no le guste mucho. Álvaro va cambiando de parecer y a sentir algo por Soledad. En una época, Soledad se pierde en la selva con Tobías, piensan que ellos están muertos, pero luego de mucha búsqueda ellos logran regresar. Forma una familia con Álvaro y todos los chicos del Hogar Rincón de Luz.

- María Julia “Majula” del Solar Seoane (Alejandra Darín): Es la hija de Victoria, tía de Álvaro y Carola y hermana de Diana y de la mamá de Álvaro. Directora del Hogar, le da miedo a las ratas y sapos, y a veces piensa que Mateo o Lucas le va a hacer algo malo. Es muy miedosa, malhumorada, gritona, estricta, y mala, odia a los chicos a quienes llama con frecuencia "mocosos" y ellos le apodan "la bruja" . Finalizando la serie se vuelve buena gracias a que su sobrino Álvaro le abriera los ojos para que sepa lo bueno que se sienta tener una familia de verdad  y logra enfrentar a su mamá.

- León Casares (Salo Pasik): Es un gran amigo de Victoria y de Álvaro, además del papá de Juan Ignacio. Es un buen hombre, amable y simpático. Se hace un buen amigo de Mateo al cuál quiso adoptar, pero este prefiere quedarse en el hogar. Finalmente decide aceptar la oferta de ser el nuevo jefe del Holding.

- Mercedes (Dolores Ocampo): Es la cocinera, a veces celadora del Hogar y novia de Tobías. Es una mujer muy simpática, dulce e infantil que quiere tanto a los chicos como Soledad y ayudalos en todo. A principio, estaba enamorada de Álvaro, pero Tobias se pone de novio con ella ya que le debía un montón de favores a Álvaro y este se la quería sacar de encima, pero luego se enamora de ella y ella de él; terminan casándose y teniendo un hijo juntos.

- Tobías Franco "Chuchi" (Lucas Crespi): Es el mejor amigo de Álvaro y Javier. Es un tipo muy sensato y responsable. No le gustaba la idea de engañar a Victoria con lo del hogar pero terminó ayudándolos. Se pone de novio con Mercedes ya que le debía un montón de favores a Álvaro y este se la quería sacar de encima pero con  el paso del tiempo se enamora de ella. En una época, Tobías se pierde en la selva con Soledad, piensan que ellos están muertos, pero luego de mucha búsqueda ellos logran regresar. Se termina casando con Mercedes y más tarde teniendo un hijo juntos.

- Javier Jara (Sergio Surraco): Es el mejor amigo de Álvaro y de Tobías. Él está desde el principio de la historia ayudando a Álvaro con los chicos del hogar. Es diseñador de interiores y trabajó día y noche para terminar de restaurar la casa antes de la llegada de Victoria. Descubre que Mencha es Soledad y no le dice nada a Álvaro para ayudarla, aunque cuando esto se sabe él deja que ella y Ezequiel se queden a vivir en su casa. Se enamora de Sole pero no dura mucho. Mucho después se pone de novio con Clarita. Aunque recibe una invitación para ir a un curso de interiorismo en Italia y se va del hogar.

- Roberto Caride (Gustavo Rey): Juez y vecino de los chicos del Hogar Rincón de Luz, así como padre de Sebastián y Luciana. Es una persona sensata, justa y responsables, que ayuda a Álvaro, Soledad y a los chicos en diferentes situaciones. Al final de la serie, tiene una relación con María Julia, con quien espera un bebé.

- Diana del Solar Seoane (Adriana Salonia): Es la hija de Victoria, tía de Álvaro, mamá de Carola y hermana de María Julia y de la mamá de Álvaro. Es también una mujer fuerte y con carácter que después de desaparecer en Europa por largos años, llega para dirigir la empresa de su mamá. Allí se entera de que Carola es su hija y de que Lito, su exmarido no la traicionó. Todo había sido una trampa de Victoria ya que Lito no le agradaba. Vuelve a Europa con Carola y Lito.

- Juan Ignacio Casares (Juan Ponce de León): Es el villano que busca manejar los destinos del Holding de los del Solar y se hace enemigo de Álvaro.

- Delfina Díaz Guillén (Melina Petriella): Fue una muy apegada amiga de Álvaro en su infancia y novia de él hasta que llega Soledad y siente bastantes celos hacía ella a punto de crear una trampa para revelar que Soledad esta en el hogar disfrazada de Mencha para que Álvaro la eche del hogar. Es ella también quien trae Josefina para ayudar Álvaro con el plan del supuesto hogar de huérfanos.

- Clara (Georgina Mollo): Es la mejor amiga de la infancia de Soledad por eso la ayuda a cuidar de mentiritas y también en el hogar como celadora.

- Florencia “Floppy” de la Canal (Karina Dali): Es una chica soñadora que busca ayudar a Álvaro, Soledad y los chicos. Irrumpe misteriosamente en las vidas de Álvaro y los chicos en una etapa en la que Soledad está perdida en la selva, por lo que en principio desconfían y sospechan de ella.

- Victoria Seoane Vda. de del Solar (Susana Lanteri): Es la abuela de Álvaro y de Carola. También es la mamá de Diana, María Julia y de la mamá de Álvaro. Es una mujer muy madura y con carácter fuerte que dirige su empresa "El Holding". Cuando se da cuenta de que está demasiado estresada se va a Europa a pasar un tiempo y deja a Diana a cargo del Holding. No confía mucho en María Julia y piensa que es una buena para nada. Cuando Diana se va con Carola, deja a León al mando del su empresa. Confía plenamente en él. Crio desde chiquito a Álvaro y lo quiere como a un hijo.

- Trinidad "Trini" Cabrera (Marcela Ferradas): Es la tía de Malena, la mejor amiga de María Julia y Meme. Está muy obsesionada con tener la tenencia de su sobrina, al punto de llegar a secuestrarla pero Malena lograra escaparse y esta termina presa.

- María Ema "Meme" González Pinto (María José Gabín): Es la mejor amiga de María Julia y Trinidad, en un inicio fue instructora de baile de Carola pero ésta al darse cuenta de la forma de ser de Meme, la deja, convirtiéndose Carola en su enemiga hasta que se va a otra provincia.

### Elenco infantil
- Lucas Lagos (Agustín Sierra): Tiene 12 años. Es el líder de los chicos del hogar Rincón de Luz desde siempre. Descubre que tiene una hermana chiquita Lucía, que encontró con ayuda de Malena. Es muy buen amigo de Julián y de Mateo, vivía con ellos en la calle antes de entrar al hogar. Se lleva muy bien con Nadia. Fue novio de Pía y de Inés, también estuvo enamorado de Luciana y se sintió atraído por Bárbara. Se puso muy celoso cuando Malena trajo a Amír al hogar y se la agarró con él. Pero después se da cuenta de que no es una amenaza y se terminan llevando bien. Es muy bueno jugando al fútbol, por eso tuvo una propuesta para irse a Italia pero al final la rechazó para quedarse en el hogar. Siempre estuvo enamorado de Malena y terminan siendo novios.

- Natalia “Tali” Toledo ( Natalia Melcon): Tiene 12 años. Nunca quiere hablar de su padre porque es borracho y se avergüenza de eso pero se reencuentra con él en un desfile. Vivía con Carola en la calle, después se va con todos los chicos al hogar. Es muy malhumorada, grosera, pelionera, presumida, berrinchuda, bocona, etc. se pone muy ignorante y envidiosa cuando Carola está con Julián, ya que ella es su mejor amiga. Se lleva muy mal con Mateo y dice que no lo soporta porque según ella se la pasa haciendo puras travesuras. Ella decía que era una bruja, descubrió la bola mágica por la cual liberó a Úrsula. Aprendió a usar un poco la magia y conoce solo algunos trucos. Al principio no soportaba a Rocky pero de a poco se va enamorando y terminan juntos.

- Malena Cabrera  (Lali Espósito): Tiene 10 años y tuvo una historia familiar complicada, vivía con su tía Trini porque su papá la dejó con ella pero esta la maltrataba, por eso se escapa y desde entonces vive con los chicos del hogar. Para que su tía no la encontrara se disfrazó de un chico llamado “Coco” pero Sebastián terminó contándoselo a todos. En una ocasión volvió con su tía Trini cuando descubrió que su papá estaba enfermo. El papá de Malena fallece,y ella se vuelve a escapar  y en un bosque en el que cayó tratando de llegar al hogar conoció a Amír. Es muy amiga de Estrella y Pía. Está enamorada de Lucas y se ponen de novios aunque muchos chicos como Sebastián, Amir y Franco gustaron de ella. A pesar de su edad, sabe muchas cosas y es muy inteligente.

- Julián Ferraro (Luciano Nóbile): Tiene 12 años. Es huérfano,pero sabe que tienia un hermano que era camarógrafo pero no se sabe quienes son sus padres. Ama la tecnología y está muy enamorado de Carola. Al principio vivía con Lucas y Mateo en la calle. Luego conoce a Carola, Taly y Coco, juntos llegan al hogar. Se enamora de Bárbara pero luego se da cuenta de que es mala persona. Cuando Diana y Lito, los padres de Carola lo invitan a ir con ellos de viaje el acepta y se va con ellos. Después de un tiempo, regresa al hogar, ya que extraña a los chicos y Carola se encuentra muy ocupada en su escuela de danza. Por mediados de la segunda temporada, empieza a desarrollar sentimientos por Estrella, pero después de un malentendido donde piensa que Carola ya lo olvidó, decide terminar con ella, y empieza a salir con Estrella, cuya relación no duró mucho tiempo debido a que reconoció de que quien está realmente enamorado es de Carola, entonces se vuelve a ir con ella pero regresa al fin de la serie junto con Carola para conocer a la bebé de Álvaro y Soledad.

- Carola Villafañe Ramos del Solar (Florencia Padilla): Tiene 12 años. Es la hija de Lito y Diana, nieta de Victoria, sobrina de María Julia, y prima de Álvaro. Ella era una huérfana que vivía en la calle con sus hermanastros y con Taly,  su mejor amiga. Su mamá la había dejado con su vecina y se había ido. No sabía nada de su papá. Un día, haciendo un show para ganar plata, se encuentra con Lucas, Julián y Mateo que le rompen el grabador. Después, cuando se deshace de sus hermanastros, ella y Taly se van a vivir con ellos a la casucha. Conoce allí a Coco. Pronto se van al hogar. Se enamora de un chico llamado Adrián con el cual participa en un concurso de baile, pero después se da cuenta de que ama a Julián y se ponen de novios. Mucho después, Diana se da cuenta de que Carola es su hija y quiere escondérselo. También Lito se da cuenta y se hace lo mismo que Diana, pero luego se descubre y pronto se va con ellos a vivir. Debido a un malentendido Julián decide terminar con ella, y empieza a salir con Estrella. Cuando regresa para ver a Julián, se entera del noviazgo de él con Estrella, por lo cual decide irse, pero en su despedida, Julián la besa y reconoce que ella es de quien está enamorado. Regresa al fin de la serie junto con Julián para conocer a la bebé de Álvaro y Soledad. Es simpática, buena, amigable y le gusta mucho bailar.

- Mateo Salinas (Stéfano De Gregorio): Tiene 8 años al principio de la serie, después cumple 9. Vivía con Lucas y Julián en la calle hasta que llegó al hogar con ellos. No se sabe absolutamente nada de su pasado. Es medio bruto porque no sabe ni leer, ni escribir y pronunciar las palabras correctamente. Siempre acompaña a los chicos más grandes pero a los más pequeños en general. Es muy amigo de Lucas, Julián y Malena. Es el novio de Laura y dicen que se van a casar cuando sean grandes. Le gusta mucho estar con los más chiquitos y no para de hacer travesuras lo cual siempre lo mete en muchos problemas a él y los demás chicos también.

- Josefina Marini (Delfina Varni): Tiene 7 años, ella vivía con un adivina cuando esta va a la cárcel por ser una timadora, llega al hogar gracias a Delfina. Se hace muy amiga de Laura y Úrsula. Le gusta mucho dibujar y es la más chiquita del hogar. Es miembro del “Club de la Alegría “ que creó junto con Úrsula y Laura. Josefina tiene un libro de cuentos (similar al Libro de la Vida de Chiquititas) sobre un hogar de chicos cuya directora los quiere como si fuera su madre, mismo dónde va registrando todas las aventuras del hogar.

- Laura (Laura Anders): Tiene 8 años. Viene del mundo mágico aunque creía que era una fantasma ya que Pedro la escondía en el sótano de la casa. Ella es medio bruja, casi como Úrsula. Está desde el principio enamorada de Mateo y después se hacen novios. Es muy amiga de Úrsula y Josefina. Es miembro del “Club de la Alegría.”

- Úrsula (Camila Offerman): Tiene 8 años. Viene del mundo mágico. Ella es una bruja que Taly liberó de la bola mágica. Al principio solo la conocía a ella. Luego las brujas superiores le asignan el cargo de cuidar a Laura. La transforman en humana y entra al hogar. Tiene poderes mágicos, un libro y una varita. No soporta a Mateo. Es muy amiga de Josefina y de Laura. Guillermo está muy enamorado de ella y al final aceptó tener una cita con él. Es miembro del “Club de la Alegría”.

- Amir "Principito" Jazad (Ezequiel Díaz): Tiene 12 años. Es el príncipe de un país llamado Calindar. Se escapó con un criado de Calindar para no casarse con una mujer que su padre había elegido para él. Allí se perdió junto a Malena en el bosque y la salvó de morir por la picadura de una serpiente. Se hace gran amigo de ella. Al principio estuvo un poco enamorado pero después se da cuenta de que ama a Pía y es bastante diferente de los chicos por sus costumes de principito, pero luego se hace amigo de ellos.Es muy amable, amistoso, ayudante, atento, humilde, ingenioso, bondadoso y honesto.

- Pía Contreras (Eugenia Suárez): Tiene 11 años. Conoció a los chicos a través de Lucas. Ella es engañada por él para arruinar la cita de Malena y Sebastián. Después se pone de novia con Lucas y se hace amiga de Malena. Ayudó un montón a buscarla cuando se perdió en el bosque. Se enoja con Lucas y se une al C.L.M.H, aunque pronto lo dejó porque ella era buena. Se enamora de Amir y se ponen de novios. Pero su mamá la manda a un colegio en Rosario y se separa de él por un tiempo. Cuando se pone enferma vuelve al hogar y se esconde allí. Después descubre que es adoptada por lo que se puede quedar con los chicos. Es la mejor amiga de Malena y Estrella.

- Estrella De Cervantes (Candela Vetrano): Tiene 11 años. Es huérfana. Trabajaba en un circo y gracias a Taly consiguió entrar al hogar. Se hizo desde el principio muy amiga de Malena. Más tarde de Pía. Cuando lo vio en una foto se enamoró perdidamente de Julián, fueron novios pero él estaba enamorado de Carola así que le dijo que volviera con ella. Le gusta mucho cantar, bailar, actuar y iene un gran corazón y siempre piensa en los demás.

- Guillermo (Gastón Soffritti): Realmente se llama Jaudín. Él es un duende que viene del mundo mágico pero se convierte en humano para vivir en el hogar. También se le fue asignada la tarea de cuidar de Laura junto con Úrsula. Es un poco malhumorado, amargado, grosero y negativo pero es un buen chico. Le gusta mucho Úrsula y siempre quiere una cita con ella. Es muy amigo de los chiquitos del hogar.

- Nadia Financio Fernández (Nadia di Cello): Tiene 14 años. Era una adolescente burra, no hablaba muy bien pero era buena chica, al principio estaba con su abuela. Luego la encuentra Álvaro, pasa un tiempo en el hogar y se hace gran amiga de Lucas. En un capítulo, se quema una parte de su rostro ko. Fue novia de Maxi, de Rocky y finalmente del Rana (su verdadero amor).

- Sebastián Caride (José Zito): Tiene 12 años. Es el vecino de los chicos del hogar y aunque al principio no les caían bien, después recapacitó y se hizo amigo de ellos. Tiene una hermana grande Luciana con la cual se compinchó al principio de la serie para que los chicos se fueran de la casa. Se llevaba muy mal sobre todo con Lucas, Malena y Julián. Cuando la vio por primera vez en un salón de juegos se enamoró perdidamente de Malena, aunque ella le dijo que se llamaba Mariela. Cuando se dio cuenta de que ella era igual a Coco le dijeron que Mariela era su prima. Hasta que con la búsqueda de Malena y todos las pistas falsas, llegó a la conclusión de que eran la misma persona, entonces se lo contó a todos. Luego fundó junto con los otros chicos el C.L.M.H. Más tarde se enamora de Lucía y se empieza a llevar bien con los chicos. Va a tener otro hermano que será hijo de María Julia.

- Bárbara Caride (Milagros Flores): Es la prima de Luciana y Sebastián. Vivía en Suiza y vino a Argentina en el lugar de su prima Luciana. Siempre intentaba hacer pelearse a los chicos por ella, y lo consigue pero no dura mucho. Después entra en el hogar y todos la odian por buchona y espía. Luego vuelve a Suiza porque no los soporta más.

- Lucía Lagos (Camila Salazar): Tiene 9 años. Es la hermana pequeña de Lucas. Llegó al hogar gracias a Álvaro y Soledad que la encontraron en un barrio pobre de la calle. Al principio no quería estar con Lucas porque hubo una confusión creyendo que el la había abandonado pero no fue así; los habían separado. Ella se escapó después de que la adoptaran para volver con él pero cuando llegó al orfanato, Lucas se había ido a buscarla y hasta entonces nunca más lo había visto. Es medio pesada, violenta y grosera pero muy buena amiga de las demás chicas y chicos, se enamora de Sebastián y por eso se une al C.L.M.H. ya que el se lo pidió.

- Nicolás (Nicolás Goldschmidt): Más conocido como Rana. Tiene 17 años. Es el hermano menor de Rocky, es mecánico y fue el que ayudó a los chicos con su karting. Desde la primera vez que ve a Nadia se enamora de ella y terminan juntos.

- Ezequiel Rivera (Aleck Montanía): Más conocido como “Mentiritas". Tiene 8 años. Era un huérfano, se fue al hogar para ver a Soledad pero Sebastián vino y le dijo que Soledad se fue del hogar porque los chicos eran malos. Desde chiquito que lo cuidaban Sole y Clarita. Vive en Esperanza, el pueblo de Soledad. Aparece en algunos capítulos en el hogar, se hace amigo de Laura y también de Mateo.

- Luciana Caride (Mía Flores Piran): Es la hermana mayor de Sebastián. Era la vecina de los chicos del hogar, inventó que Lucas era el hijo del embajador de Turquía para impresionar a Vicky, después la mentira se fue por las ramas y se descubrió todo. Lucas estuvo enganchado con ella por eso la ayudó pero se enojó mucho con él y Vicky con ella, por lo que se terminó yendo a vivir a Suiza y su prima Bárbara fue para su casa en su lugar. Va a tener otro hermano que será hijo de María Julia.

- Vicky (Daiana de la Canal): Es amiga de Luciana, después se hace amiga de Bárbara y también es miembro del C.L.M.H.

- > Tommy (Tom Avni): Era un actor super famoso de Israel pero va al hogar a conocer a Tali, ya que esta le hablaba por una página de internet pero le hizo creer que Nadia era ella hasta que le cuentan la verdad.

- > Paco (Nicolás Cantafio): Es un nene que vivía en la calle y cuando Josefina fue a buscar a Sole por el accidente de la avioneta, la encuentra en la selva y Paco la ayuda cómo guiador. Luego se va a Buenos Aires con ellos.

- Maxi (Matias Rubio): Trabaja en la ferretería(la cual tiene como negocio)de su padre y cuando conoce a Nadia se enamora de ella pero luego se escapa al sur. Era muy amigo de Lucas y de vez en cuando, de los chiquitos también.

## Teatro
En 2004 se presentó en el estadio Nokia Hotel de Tel Aviv (Israel) la versión teatral de la serie. Protagonizada por Soledad Pastorutti y el elenco infantil conformado por Agustín Sierra, Nadia di Cello, Mariana Espósito, Stéfano De Gregorio, Eugenia Suárez, Candela Vetrano, Gastón Soffritti, Camila Offerman, José Zito, Camila Salazar, Delfina Varni, Florencia Padilla, Luciano Nobile, Milagros Flores y Nicolás Goldschmidt.

## Elenco
| Interpretado por     | Personaje                             | Rol          |
| -------------------- | ------------------------------------- | ------------ |
| Soledad Pastorutti   | Soledad Acosta                        | Protagonista |
| Guido Kaczka         | Álvaro Del Solar                      | Protagonista |
| Alejandra Darín      | María Julia "Majula" Del Solar Seoane | Antagonista  |
| Lucas Crespi         | Tobías "Chuchi" Franco                | Principal    |
| Dolores Ocampo       | Mercedes                              | Principal    |
| Salo Pasik           | León Casares                          | Principal    |
| Gustavo Rey          | Roberto Caride                        | Principal    |
| Juan Ponce De León   | Juan Ignacio Casares                  | Antagonista  |
| Esteban Pérez        | Santiago Rivera                       | Antagonista  |
| Adriana Salonia      | Diana Del Solar Seoane                | Recurrente   |
| Sergio Surraco       | Javier Jara                           | Principal    |
| Karina Dalí          | Florencia "Flopy" De La Canal         | Recurrente   |
| Melina Petriella     | Delfina Díaz Guillén                  | Antagonista  |
| Georgina Mollo       | Clara "Clarita"                       | Recurrente   |
| Mabel Pesen          | Iaia                                  | Recurrente   |
| María Rojí           | Betina                                | Antagonista  |
| Alejo García Pintos  | Lito Ramos                            | Recurrente   |
| Marcela Ferradás     | Trinidad "Trini" Cabrera              | Recurrente   |
| María José Gabín     | María Ema "Meme" González Pinto       | Recurrente   |
| Gabriel Correa       | Pedro                                 | Recurrente   |
| Daniela Viaggiamari  | Roberta                               | Recurrente   |
| Fabián Rendo         | Norberto                              | Recurrente   |
| Mario Moscoso        | Papa de Malena Cabrera                | Invitado     |
| Susana Lanteri       | Victoria Seoane, viuda de Del Solar   | Invitada     |
| Darío Levy           | Mario Cabrera                         | Invitado     |
| Julián Cavero        | Gastón                                | Invitado     |
| Valeria Britos       | Dolores                               | Invitada     |
| Alejandra da Passano | Elsa                                  | Invitada     |

### Elenco infantil
| Actor               | Personaje                    | Rol          |
| ------------------- | ---------------------------- | ------------ |
| Agustín Sierra      | Lucas Lagos                  | Protagonista |
| Natalia Melcon      | Natalia "Tali" Toledo        | Protagonista |
| Mariana Espósito    | Malena "Coco" Cabrera        | Protagonista |
| Luciano Nóbile      | Julián Ferraro               | Protagonista |
| Florencia Padilla   | Carola Ramos Del Solar       | Protagonista |
| Stéfano De Gregorio | Mateo Salinas                | Protagonista |
| Delfina Varni       | Josefina Marini              | Protagonista |
| José Zito           | Sebastián Caride             | Antagonista  |
| Camila Offerman     | Úrsula                       | Protagonista |
| Laura Anders        | Laura                        | Protagonista |
| Gastón Soffritti    | Guillermo "Haudin"           | Protagonista |
| Nadia Di Cello      | Nadia Financio Fernández     | Protagonista |
| Eugenia Suárez      | Pía Contreras                | Protagonista |
| Ezequiel Díaz       | Amir Jazad                   | Protagonista |
| Candela Vetrano     | Estrella Decervantes         | Protagonista |
| Nicolás Goldschmidt | Nicolás "Rana"               | Principal    |
| Milagros Flores     | Bárbara Caride               | Antagonista  |
| Camila Salazar      | Lucía Lagos                  | Principal    |
| Dante Pennelli      | Rocky                        | Principal    |
| Nicolás Scarzello   | Maxi                         | Recurrente   |
| Geraldine Visciglio | Inés                         | Recurrente   |
| Daiana De La Canal  | Vicky                        | Recurrente   |
| Mariano Guggiana    | Ramiro                       | Recurrente   |
| Matias Casotto      | Bulldog                      | Recurrente   |
| Aleck Montanía      | Ezequiel "Mentiritas" Rivera | Recurrente   |
| Mía Flores Pirán    | Luciana Caride               | Invitada     |
| Demian Ardel        | Adrián                       | Invitado     |
| Tomás Faiella       | Wilber                       | Invitado     |
| Ezequiel Cirko      | Franco                       | Invitado     |
| Daiana Cincunegui   | Gisella                      | Invitada     |
| Nicolás Cantafio    | Paco                         | Invitado     |

## Música
Rincón de luz contó con un disco musical lanzado por Sony Music y compuesto en su totalidad por Cris Morena. Soledad Pastorutti y elenco infantil interpretaron todos las canciones. Algunas son adaptaciones de Chiquititas, Jugate conmigo y Mi familia es un dibujo. 
Tanto en la versión televisiva como teatral se interpretaron otras canciones no incluidas en el álbum: «Todo, todo, «La edad del pavo», «Los miedos», «Ángeles cocineros», «Adolescente», «Penitas», «Pimpollo», «Hasta diez», «Viva la vida», «Pan y queso», «Condenada», «Renuncio a ser adulto», «24 horas», «Abre, entra», «Soltate», «Mi chica» y «Malísima». 
«Cha pa cha», segunda apertura de la novela, no fue incluida en el disco.

### Canciones
1. «Rinconcito de luz»
2. «Brujita»
3. «Niño de la calle»
4. «Voy mal»
5. «Para Laura»
6. «Libres como el sol»
7. «Soy mentiritas»
8. «Nada soy»
9. «Mi socia»
10. «El amor no es eso»
11. «No digas nada»
12. Busca La Luz

## Adaptación cancelada
En 2005 México intentó realizar su propia adaptación a través de Televisa titulada igualmente "Rincón de Luz", producida por Rosy Ocampo y que iba a estrenarse en enero del 2006. Sin embargo, el proyecto se canceló a causa de los problemas de índices de audiencia con las novelas infantiles de aquel año "Sueños y caramelos" y "Pablo y Andrea", y por consiguiente la eliminación de Televisa Niños.